# Сабиони Алти II (Ровиго)
Сабиони Алти II је насеље у Италији у округу Ровиго, региону Венето.
Према процени из 2011. у насељу је живело 86 становника. Насеље се налази на надморској висини од 7 м.